# Shot in the Dark (canción de Ozzy Osbourne)
«Shot in the Dark» es una canción de Ozzy Osbourne, del álbum de 1986 The Ultimate Sin. Alcanzó el puesto número 68 en el Billboard Hot 100 de los Estados Unidos. Mientras en el Reino Unido, se ubicó en el número 20 de la lista de sencillos.

## Descripción
La canción fue supuestamente escrita por el bajista Phil Soussan antes de unirse a la agrupación. Sin embargo, Osbourne fue acreditado como coescritor de la misma en la carátula del disco. Este hecho se ha convertido en un problema legal a lo largo de los años, por lo que la canción, pese a ser uno de sus mayores éxitos, rara vez es incluida en discos compilatorios. El motivo fue que la canción fue originalmente escrita y compuesta por Steve Overland y Chris Overland mientras estaban en la banda Wildlife junto con Phil Soussan. Al separarse, Phil le mostró la canción a Ozzy, y juntos modificaron ligeramente la letra y sacaron la canción aclamando que era original de ellos. El EP Just Say Ozzy y el álbum The Ultimate Sin fueron borrados del catálogo de Ozzy en 2002 debido a la controversia generada por las demandas sobre la canción.

## Versiones
La banda inglesa FM realizó un remake de la versión original de la canción en el EP Only Foolin. Esta banda es la que Steve y Chris Overland formaron después de su separación en Wildlife.